# Dictyocaryum fuscum
Dictyocaryum fuscum är en enhjärtbladig växtart som först beskrevs av Gustav Karl Wilhelm Hermann Karsten, och fick sitt nu gällande namn av Hermann Wendland. Dictyocaryum fuscum ingår i släktet Dictyocaryum och familjen Arecaceae. Inga underarter finns listade i Catalogue of Life.